# Talatat

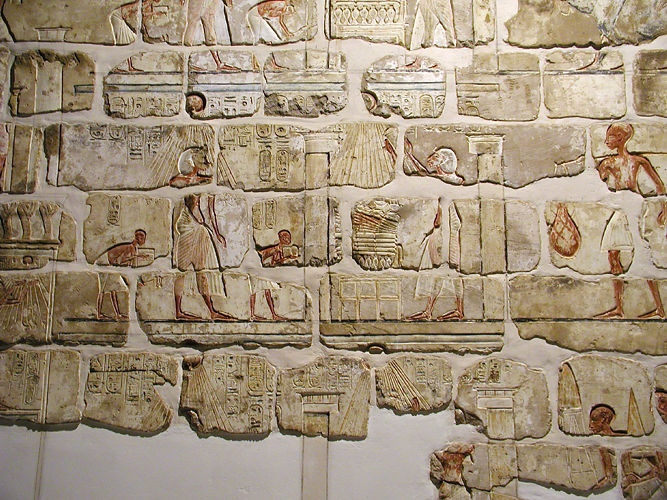
Zrekonstruowane talatat ze świątyni Gempaaton

Talatat - nazwa pochodzi od arabskiego słowa talata, oznaczającego trzy, a do oficjalnej terminologii egiptologicznej została wprowadzona przez francuskiego archeologa Henriego Chevriera. Są to pokryte tekstami i malowidłami piaskowcowe bloki o wymiarach 52 x 26 x 24 cm, które zostały wykorzystane do wzniesienia zespołu budowli poświęconych kultowi Atona w Karnaku, w okresie panowania  faraona Echnatona. Podobnych, lecz nieco mniejszych bloków, użyto do budowy świątyń w nowej stolicy Egiptu – Achetaton. Nazwę zawdzięczają swoim charakterystycznym wymiarom - szerokość każdego z nich jest równa potrójnej rozpiętości dłoni. Te stosunkowo małe bloczki można było łatwo wycinać ze złoża i transportować. Używano ich jak cegieł, co pozwalało na szybkie wznoszenie budowli. To właśnie niewielkie rozmiary uchroniły je przed zniszczeniem. Zostały użyte jako wypełnisko późniejszych budowli. Tysiące talatat znaleziono we wnętrzu pylonów II i IX w Karnaku, wzniesionych w czasie panowania Horemheba. Spomiędzy ścian tamtejszych świątyń wyciągnięto ponad 35 tysięcy inskrybowanych bloczków, tworzących trójwymiarowe puzzle. 

## Rekonstrukcja

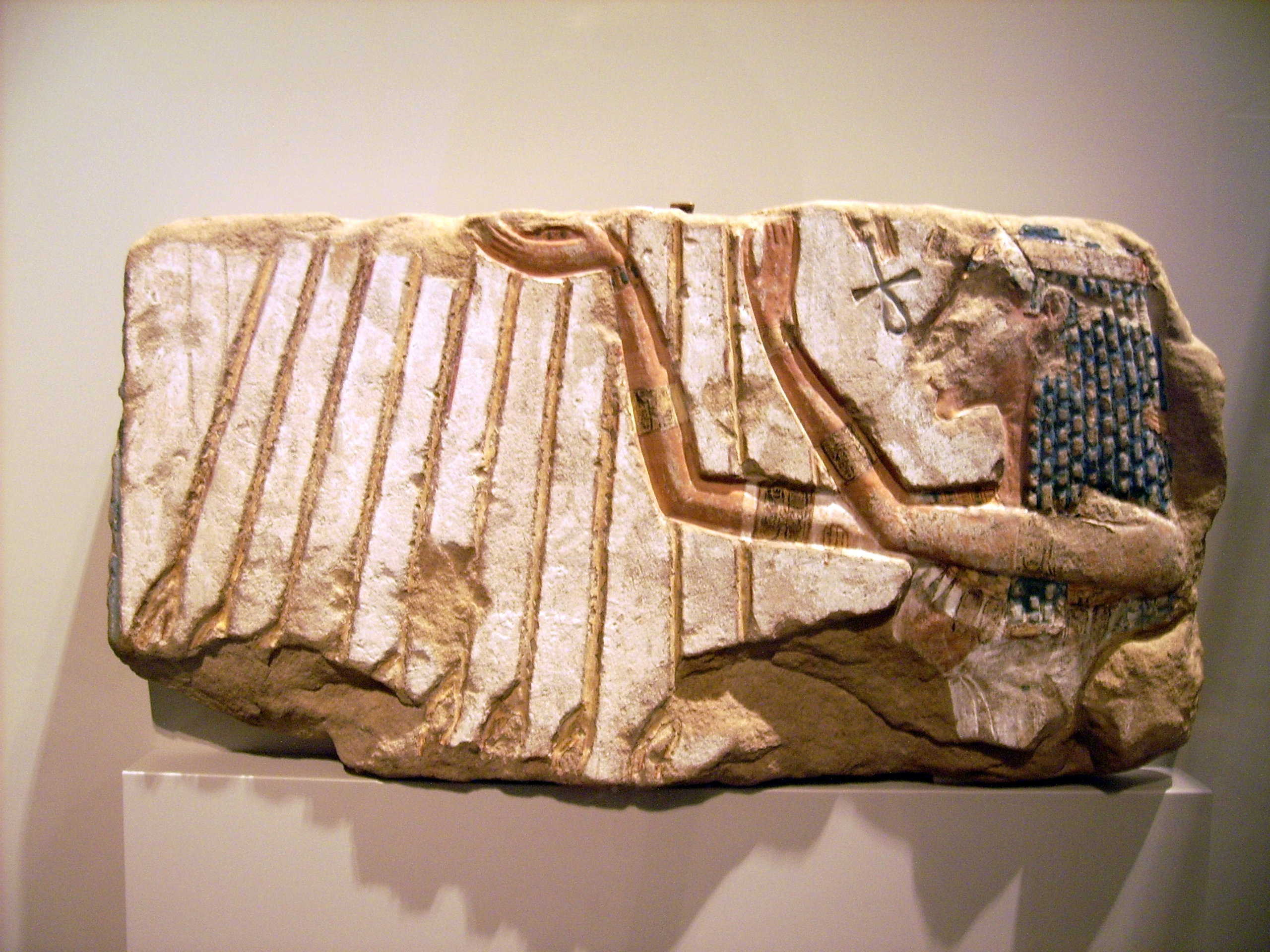
Talatat przedstawiający królową Nefertiti w promieniach Atona, Altes Museum, Berlin

Odnalezione bloczki trafiły do wielkich magazynów, gdzie czekały na dzień, kiedy wreszcie będzie można coś z nimi zrobić. W 1965 roku amerykański biznesmen, Ray Winfield Smith, wpadł na pomysł, by odtworzyć utracone obrazy na papierze. Postanowił sfotografować poszczególne talatat, zarówno te znajdujące się w Egipcie, jak i te, które trafiły do muzeów i prywatnych kolekcji, rozsianych po całym świecie. Zdjęcia wykonano w tej samej skali, dzięki czemu mogły zostać zrekonstruowane przy użyciu komputera. Do urządzenia wprowadzono szczegółowy opis każdego bloku. Komputer przeszukiwał bazę danych, by odnaleźć odpowiadające sobie elementy. Zrekonstruowane sceny dały archeologom niezwykły wgląd w życie królewskiej pary. Wynika z nich, że w tebańskim kulcie państwowym Nefertiti odgrywała rolę o wiele większa niż dotychczas sądzono. Na stołach ofiarnych imię Nefertiti wystąpiło 67 razy, połączone imiona Nefertiti i Echnatona 13 razy, a samego Echnatona zaledwie trzy razy. Dominacja królowej w sferze dotychczas zastrzeżonej dla faraona nie ulega wątpliwości. 